# Kontinuumelmélet (pszichológia)
A kontinuumelmélet egy, az ember egyedfejlődésével kapcsolatos elmélet, melyet Jean Liedloff fogalmazott meg 1975-ös The Continuum Concept című könyvében.
Liedloff elmélete szerint az ember optimális fizikai, értelmi és érzelmi fejlődése szempontjából csecsemő- és kisgyerekkorban szükség van egy sor olyan tapasztalatra, mely az evolúció hosszú folyamata során az emberi faj viselkedésébe beépült:
- A születéstől kezdődően állandó fizikai kapcsolat az anyával (vagy egyéb ismerős gondozóval).
- Együttalvás a szülőkkel, állandó fizikai kapcsolatot biztosítva addig, amíg a kisgyereknek erre igénye van (általában 2 éves korig).
- Igény szerinti szoptatás a csecsemő jelzéseit alapul véve.
- Állandó testi kontaktus valakivel (általában az anyával) mindaddig, amíg a csecsemő magától kúszni, majd mászni nem kezd (általában 6-8 hónapos korig). Így a csecsemő hordozás közben kezdheti meg az őt körülvevő világ megfigyelését, miközben gondozója mindennapi teendőit végzi, illetve a szoptatás és alvás is a hordozás során történhet.
- A csecsemő jelzéseire (mozgolódás, sírás) való azonnali válasz ítélkezés, nemtetszés kinyilvánítása, vagy az igények lényegtelennek minősítése nélkül, ugyanakkor nem mutatva túlzott aggodalmat sem, mely szükségtelenül a figyelem középpontjába helyezné a csecsemőt.
- Annak érzékeltetése és elismerése, hogy a csecsemő (illetve kisgyerek) eredendően szociális és együttműködő lény erős önfenntartó ösztönökkel, szívesen látott és elismerésre méltó.

Liedloff elmélete szerint ha ezek az evolúció során kialakult elvárások nem teljesülnek csecsemő, illetve kisgyerekkorban, akkor mentális és szociális zavarok sorát előidézve a későbbi élet során keresnek majd alternatív beteljesülési formát.

## Külső hivatkozások
- A kontinuum-koncepció angol nyelvű honlapja Archiválva 2009. december 17-i dátummal a Wayback Machine-ben
- A könyv magyar kiadása